# Himatanthus articulatus
Himatanthus articulatus är en oleanderväxtart som först beskrevs av Vahl, och fick sitt nu gällande namn av R. E. Woodson. Himatanthus articulatus ingår i släktet Himatanthus och familjen oleanderväxter. Inga underarter finns listade i Catalogue of Life.